# Гандам Білд Ріел
«Гандам Білд Ріел» (яп. ガンダムビルドリアル, Ґандаму Бірудо Ріару) — японський науково-фантастичний токусацу-вебсеріал в жанрі меха 2021 року і частина франшизи «Гандам».

## Сюжет
Минуло кілька десятиліть з тих пір, як Ганпла вперше стали популярними в 1980-х роках. Тепер, у період розквіту кіберспорту, гра-бойовик «Гандам модел бетл» стала новим захопленням. У ній бійці сканують свої Ганпла та керують повномасштабними спроектованими віртуальними мобільними бойовими костюмомами. Щороку проводиться національний конкурс, і учень початкової школи Хіро Сузукі та його друзі створюють команду «Bright», щоб спробувати виграти. Однак за день до того, як вони мали змагатися у своєму районному турнірі, їхній Ганпла був втрачений, і команда розпадається, так і не взявши участь у турнірі.
Кілька років потому Хіро починає свій перший рік середньої школи і знову зустрічається зі своїми старими товаришами по команді та його Ганпла. З Хіро як пілотом, Такумі як будівельникаом, Кентаро як програмістом, Накамарою як командиром і Сотою як виробником зброї, вони знову збираються на національний турнір. Але в підлітковому віці на них чекають різні негаразди. Прощання з друзями, ворожнеча з командами суперників… молодіжна драма старшокласників, які зберігають мрії та дружбу в своїх серцях і потроху ростуть через змагання в битві Гунпла.

## У ролях
| Актор            | Роль           |
| ---------------- | -------------- |
| Рютаро Ямасакі   | Хіро Сузукі    |
| Тоя Ноджіма      | Такумі Шімізу  |
| Казукі Отомо     | Кентаро Наріта |
| Кікучі Ґінґа     | Таічі Накамару |
| Райзо Ішікава    | Сота Мацумото  |
| Рюносуке Міямото | Джін Шірабоші  |

## Епізоди
1. Возз'єднання
2. Витрачений скарб
3. Діра в команді
4. Відповідне минуле
5. Регіональний турнір Токай починається
6. Ганпла — це свобода

## Реліз
Гандам Ченнел опублікував перший епізод 29 березня 2021 року. Наступні епізоди були випущені на вебсайті Бандай Ченнел для зареєстрованих учасників в останній понеділок кожного місяця, починаючи з 26 квітня, за винятком двох останніх епізодів, які вийшли 12 та 19 липня. BS11 вперше транслював серіал на телебаченні щоп'ятниці о 19:00 JST з 18 червня по 23 липня, а Гандам Ченнел також опубліковував решту епізодів щотижня, щоб збігатися з цим.
У рамках Gundam Online Expo 2021 Gundam.Info також завантажив епізод 1 для північноамериканської аудиторії з англійськими субтитрами 26 серпня 2021 року. 1 грудня 2021 року Gundam.Info завантажив усі шість епізодів з англійськими субтитрами для інших регіонів.
Серіал отримав другий телевізійний ефір 23 листопада 2021 року на Tokyo MX (у вівторок, 22:29 JST).